# Moschea Sultano Murad
La moschea Sultano Murad (in macedone Султан-муратова џамија?, in turco Sultan Murat Camii, in albanese Xhamia e Sulltan Muratit) è una moschea di Skopje, capitale della Macedonia del Nord. È anche nota con il nome di moschea Imperiale (in macedone: Хунќар џамија) o moschea dell'orologio (in macedone: Саат џамија) per via della sua vicinanza alla torre dell'orologio. Sorge su una collina che domina tutta l'area del vecchio Bazar di Skopje.

## Storia e descrizione
L'area dell'attuale edificio era precedentemente occupata dal Monastero di San Giorgio, distrutto dopo la conquista ottomana di Skopje nel 1392. La moschea venne costruita nel 1436, principalmente sul progetto di Husein di Debar, grazie ad una donazione del sultano Murad II ed è ad oggi la più antica della città. Nel 1537 un incendio danneggiò la moschea che venne riaperta due anni più tardi. L'edificio venne nuovamente dato alle fiamme nel 1689, per mano questa volta delle truppe imperiali del generale Piccolomini. Per volontà del sultano Ahmed III la moschea venne restaurata e nuovamente riaperta nel 1711. Gli ultimi interventi sulla struttura, voluti dal sultano Maometto V, risalgono al 1912.
L'ingresso della moschea è preceduto da un porticato sorretto da quattro colonne. L'interno dell'edificio, di forma rettangolare, è ripartito in tre navate, divise da tre colonnati.
All'interno del complesso della moschea sorgono anche una madrasa, un imaret e due türbe, una di Sultan Bayan e l'altra di Alì Pascià, originario del Daghestan.